# شاراد کاپور
شاراد کاپور (به انگلیسی: Sharad Kapoor) (زاده ۱۳ فوریه ۱۹۷۶) بازیگر هندی است.
از فیلم‌هایی که وی در آن نقش داشته است می‌توان به جی هو اشاره کرد.

## فیلم‌شناسی
فهرست برخی از فیلم‌هایی که شاراد کاپور در آنها به ایفای نقش پرداخته است:
- جی هو
- جلوه عشق
- هدف
- دشمن بزرگ
- آغاز
- سلاح
- خمیر
- چون من دروغ نمی‌گویم
- ویشواودهاتا
- آرزو
- خواستن: یک اعتیاد
- در زدن
- در چشم شما